# 志木市立宗岡第四小学校
志木市立宗岡第四小学校（しきしりつ むねおかだいよんしょうがっこう）は、埼玉県志木市上宗岡にある公立小学校。

## 規模
- 2014年度 - 児童数333人13学級

## 沿革
- 1981年（昭和56年）4月1日 - 志木市立宗岡第四小学校が開校。
- 1982年（昭和57年）2月22日 - 屋内運動場（体育館）が竣工。

## 学区
- 柏町1丁目（6番（以下を除く：1号～33号））
- 上宗岡1丁目、上宗岡2丁目（1番～10番）、上宗岡5丁目（1番～10番）
- 中宗岡1丁目（1番～7番・10番～13番・17番～19番）、中宗岡5丁目（1番～18番）

## 交通
- 東武東上線柳瀬川駅から徒歩30分。